# Willy Fitting
William Édouard „Willy“ Fitting (* 25. Januar 1925; † 26. April 2017 in Buchillon) war ein Schweizer Degenfechter.

## Leben
Willy Fitting nahm an den Olympischen Spielen 1952 in Helsinki teil und gewann im Mannschaftswettbewerb die Bronzemedaille. Zur Mannschaft gehörten neben ihm Paul Barth, Paul Meister, Otto Rüfenacht, Mario Valota und Oswald Zappelli.
Fittings Onkel Frédéric Fitting und Édouard Fitting nahmen ab 1920 viermal an Olympischen Spielen im Fechten teil, seine Tante Emma Fitting focht 1924 bei Olympia.